# 詹姆斯·布莱尔 (神职人员)

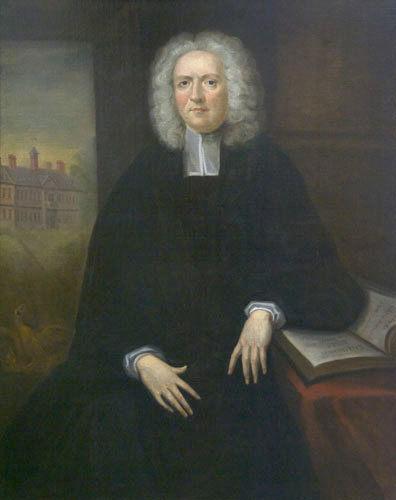
詹姆斯·布萊爾

詹姆斯・布萊爾（英語：James Blair，1656年—1743年4月18日）出生於蘇格蘭，是一名隸屬英國國教會的神職人員及傳教士，同時亦是教育家，最著名的功績是創建了位於美國維吉尼亞州威廉斯堡的威廉與瑪麗學院。

## 威廉與瑪麗學院
十七世紀末，布萊爾在維珍尼亞地方政府的支持下到了英國倫敦，打算向英皇威廉三世和女王玛丽二世申請辦大學的皇家憲章，最後獲得成功，而該所大學即是威廉與瑪麗學院。學院於1693年創立，是美國歷史最悠久的大學之一，僅次於哈佛大學，而布萊爾則為學院的第一位校長（President），終身任命。學術上，該學院有相當好的名譽，亦有不少知名的校友，當中四人為美國總統。

## 郡首府--威廉斯堡
在1676年納旦尼爾·培根（Nathaniel Bacon）叛亂期間的大火以前，維吉尼亞原先的郡首府是詹姆斯鎮。後來，已重建過一次的詹姆斯鎮州議會大廈於1698年再次被燒。此後，根據布萊爾及五名威廉與瑪麗學院學生的建議，郡首府於1699年遷往鄰近的中央種植園，直到1779年，後改名為威廉斯堡。所以威廉斯堡曾經是大英帝國在北美的最大、最富有，同時也是人口最多的殖民地郡首府。